# Takuma Tsuda
Takuma Tsuda (japanisch 津田 琢磨 Tsuda Takuma; * 4. Oktober 1980 in der Präfektur Saitama) ist ein ehemaliger japanischer Fußballspieler.

## Karriere
Tsuda erlernte das Fußballspielen in der Schulmannschaft der Hanasaki Tokuharu High School und der Universitätsmannschaft der Teikyō-Universität. Seinen ersten Vertrag unterschrieb er 2003 bei den Ventforet Kofu. Der Verein spielte in der zweithöchsten Liga des Landes, der J2 League. Am Ende der Saison 2005 stieg der Verein in die J1 League auf. Für den Verein absolvierte er 72 Ligaspiele. 2008 wechselte er zum Zweitligisten Ehime FC. Für den Verein absolvierte er 13 Ligaspiele. Im Juli 2008 kehrte er zum Ligakonkurrenten Ventforet Kofu zurück. 2010 wurde er mit dem Verein Vizemeister der J2 League und stieg in die J1 League auf. Am Ende der Saison 2011 stieg der Verein in die J2 League ab. 2012 wurde er mit dem Verein Meister der J2 League und stieg wieder in die J1 League auf. Für den Verein absolvierte er 107 Ligaspiele. Danach spielte er bei den Tochigi Uva FC. Ende 2018 beendete er seine Karriere als Fußballspieler.